# لاکیسرای
لاکیسرای (به انگلیسی: Lakhisarai) یک منطقهٔ مسکونی در هند است که در بخش لاخی سرای واقع شده‌است. لاکیسرای ۱۲ کیلومتر مربع مساحت و ۹۹٬۹۳۱ نفر جمعیت دارد.